# Чайка Марія Максимівна
Марія Максимівна Чайка (нар. 30 квітня 1919, с. Лисва, РФ) — українська балетмейстерка, хореографиня. Заслужений працівник культури УРСР (1973). Відмінник народної освіти УРСР. Орден Трудового червоного прапора. 

## Життєпис
Марія Чайка народилася 30 квітня 1919 року в селі Лисва Пермської области РФ.
Закінчила Свердловську хореографічну школу (1938, нині РФ). 
З 1944 року — в м. Чортків, очолювала танцювальні колективи художньої самодіяльності у військовій частині й Палаці школярів, хореограф народного самодіяльного ансамблю танцю районного Будинку культури; колектив гастролював у містах Київ, Тернопіль, Вільнюс (нині Литва), у Болгарії (1969), Угорщині (1974).